# X-Plane
X-Plane — авиасимулятор, разработанный для Mac OS X (но также доступный для Windows, Linux) компанией Laminar Research. В состав X-Plane входят несколько коммерческих, военных и других самолётов, а также глобальный пейзаж, который охватывает большую часть Земли. Также в поставку авиасимулятора входит программное обеспечение для создания и настройки моделей самолётов. X-Plane имеет систему плагинов, позволяющую пользователям расширять функциональность симулятора и создавать свои собственные миры или копии реальной местности.

## Физическая модель
X-Plane отличается от других симуляторов применением теории элемента лопасти, разработанной для оценки поведения пропеллера. Каждое крыло и лопасть пропеллера разбивается на небольшие подэлементы, для каждого из них подсчитываются действующие аэродинамические силы и моменты, затем все они складываются, и получается общий результат. X-Plane распространяет эту модель на весь самолёт (вертолёт и другие летательные аппараты), работая с фюзеляжем, крылом и хвостовым оперением, как с элементами, создающими подъёмную силу.
Преимущество этого метода по сравнению с моделями, использующими предварительно обсчитанные массивы данных, теоретически состоит в том, что не нужно записывать никаких данных о поведении реального аппарата. X-Plane сам моделирует его поведение, основываясь на данных о геометрии, массе, расположении и характеристиках двигателей. Также X-Plane лучше работает при полётах на закритических режимах — недопустимых углах атаки, скоростях, близких к нулю. Безо всякой дополнительной адаптации симулятор поддерживает орбитальные полёты и полёты в атмосфере Марса.
X-Plane часто используется как вспомогательное средство при разработке моделей самолётов, например, CarterCopter. В файловом архиве X-Plane.org находятся сотни прототипов и реальных самолётов, сделанных в X-Plane сотнями специалистов и энтузиастов.
X-Plane отличается тем, что в пакет входят программы для создания собственных летательных аппаратов и декораций, и пользователям не просто можно, но и рекомендуется разрабатывать свои собственные.
Разработчики X-Plane придерживаются принципа WYSIWYG, «что видишь, то и получаешь»: графика и физика строятся по одним и тем же данным. В традиционных симуляторах графическая модель летательного аппарата и его характеристики разделены, и к любой физической модели можно применить графическую модель от чего угодно.

## Разработка
X-Plane был создан Остином Майером для симуляции самолёта Piper Archer. Первая публичная версия под номером 5 появилась в продаже в 2001 году.
X-Plane 8 появился в конце 2004 года, и после этого был несколько раз значительно модернизирован. Новая версия, 8.60, вышла в феврале 2007 года. Разработчики продолжают совершенствовать аэродинамику и физическую модель, а основные усилия сейчас направлены на улучшение графики и моделирования Земли (в 2005 с версией 8.20 в продаже появилась Global Scenery со спутниковыми снимками земли высокого разрешения), улучшение функциональности систем летательных аппаратов (гидравлика, электрика, шасси, антиобледенение, герметизация и другие). Окончательная доработка восьмой версии — версия 8.64.
В начале 2008 года появилась бета-версия X-Plane 9.00. Всего бета-версий было 25, а потом — три релиз-кандидата, и 16.04.2008 вышла версия X-Plane 9.00. Последняя версия симулятора ветки 9.7x вышла 02 июня 2011 года.
В 2014 году вышел в свет X-Plane 10.
В марте 2017 появился X-Plane 11. В декабре 2019 года вышла версия 11.41. Последней актуальной версией для X-Plane 11 является версия 11.55, вышедшая в июле 2021 года.
В декабре 2021 года стартовало альфа тестирование X-Plane 12. Основными значительными изменениями является новые атмосфера, объёмные облака, погодный движок, лётная модель. Значительно доработан графический движок. В настоящее время, актуальной версией является 12.2.0, вышедшая 3 апреля 2025 года.

## Основные отличияX-Plane
Особенности X-Plane:
- встроенные редакторы самолётов и аэропортов
- высокореалистичное моделирование самолётов, вертолётов, планеров, дирижаблей
- рельеф всей Земли по данным SRTM сразу в установочном пакете (шаг сетки (зависит от SRTM) — 100 м, покрытие — от экватора до 70° широты)
- ВПП, Аэропорты, дороги следуют изгибам рельефа
- Появились — поддержка шейдеров, попиксельное освещение, динамические тени ЛА, тени облаков
- возможность выхода на орбиту Земли и входа, посадка американского Шаттла и вывод на орбиту несуществующего прототипа самолёта.
- полёты в атмосфере и на орбите вокруг Марса, вымышленные аэропорты на Марсе
- гибкая настройка большого количества осей джойстиков и кнопок

В X-Plane нет различий между типами воздушных судов, всё определяется типами и конфигурацией двигателей и грузом (или объёмом аэростата). В Microsoft Flight Simulator физическая модель значительно грубее и фрагментарнее и накладывает сильные ограничения: например, воздушное судно должно быть либо самолётом, либо вертолётом, либо воздушным шаром и не может сочетать их свойства. В Microsoft Flight Simulator на самолёте могут быть двигатели только одного типа (поршневой, турбовинтовой или турбореактивный), хотя в реальности используются их сочетания (Ан-24РВ), причём один двигатель может крутить только один пропеллер (на самом деле бывают сложные конфигурации).
Сообщество пользователей X-Plane не такое широкое, как у Microsoft Flight Simulator, но продолжает расти. Этому помогает наличие поставляемых с самим симулятором редакторов.

## Оценки
| Сводный рейтинг | Сводный рейтинг |
| Агрегатор       | Оценка          |
| --------------- | --------------- |
| GameRankings    | 69,86 %         |